# Молло, Джон
Джон Молло (англ. John Mollo; 18 марта 1931, Лондон, Британская империя — 25 октября 2017, Фроксфилд, Уилтшир, Англия) — британский художник по костюмам, а также автор книг на военно-историческую тематику и историю униформы. Дважды лауреат премии «Оскар» за лучший дизайн костюмов к фильмам — «Звёздные войны. Эпизод IV: Новая надежда» и «Ганди».

## Биография
Джон Молло родился в 1931 году в Лондоне, в семье выходца из России Евгения Семёновича Молло (военный историк и коллекционер родился 7 июля 1904 в г. Уфе) и Эллы Клары Молло (урождённая Кокелл). С раннего возраста начал интересоваться европейской и американской военной формой и впоследствии написал несколько книг по данной теме. В кинематограф пришёл в конце 1960-х годов в качестве технического консультанта на военно-историческую тему (фильмы «Николай и Александра», «Барри Линдон» и др.). Как художник по костюмам Джон Молло дебютировал в фантастической ленте Джорджа Лукаса «Звёздные войны. Эпизод IV: Новая надежда» (1977, костюмы Дарта Вейдера, пехотинцев и др. персонажей), за работу над которой получил своего первого «Оскара». Второй «Оскар» ему достался (совместно с индийской художницей по костюмам Бхану Атайей) в 1983 году, за дизайн костюмов к биографической драме Ричарда Аттенборо — «Ганди».
Последней работой Молло в качестве художника по костюмам стала серия военно-исторических телефильмов (1998—2003) о приключениях вымышленного офицера Горацио Хорнблоуэра.
Ушёл из жизни 25 октября 2017 года от осложнения, возникшего из-за сосудистой деменции (расстройство центральной нервной системы)
С 1956 по 1966 год был женат на Маргарет Энн Молло (художник-декоратор, номинант на премию «Оскар»), второй раз женился в 1968 году на Луизе Александре Мэри Понгач и прожил с ней до конца своих дней.
Младший брат Джона — Эндрю Молло (род. 1940) — военный историк, дизайнер и сценарист (номинант на премию BAFTA).

## Фильмография
Художник по костюмам
- 1977 — Звёздные войны. Эпизод IV: Новая надежда
- 1979 — Чужой
- 1980 — Звёздные войны. Эпизод V: Империя наносит ответный удар
- 1981 — Чужбина
- 1982 — Ганди
- 1983 — Лорды дисциплины
- 1984 — Грейстоук: Легенда о Тарзане, повелителе обезьян
- 1985 — Царь Давид
- 1985 — Революция
- 1987 — Клич свободы
- 1988 — Война Ханны / Hanna's War
- 1990 — Белый охотник, чёрное сердце
- 1990 — Эйр Америка
- 1992 — Чаплин
- 1993 — Стрелки Шарпа (ТВ) / Sharpe's Rifles
- 1993 — Орёл Шарпа (ТВ) / Sharpe's Eagle
- 1993 — Три мушкетёра
- 1994 — Книга джунглей
- 1997 — Сквозь горизонт
- 1998 — Мичман Хорнблауэр: Равные шансы (ТВ)
- 1998 — Мичман Хорнблауэр: Экзамен на лейтенанта (ТВ)
- 1999 — Мичман Хорнблауэр: Герцогиня и дьявол (ТВ)
- 1999 — Лейтенант Хорнблауэр: Раки и лягушатники (ТВ)
- 2001 — Лейтенант Хорнблауэр: Бунт (ТВ)
- 2001 — Лейтенант Хорнблауэр: Возмездие (ТВ)
- 2003 — Капитан Хорнблауэр: Верность (ТВ)
- 2003 — Капитан Хорнблауэр: Долг (ТВ)

Консультант
- 1968 — Атака лёгкой кавалерии / The Charge of the Light Brigade (исторические исследования)
- 1970 — Приключения Жерара / The Adventures of Gerard (технический консультант)
- 1971 — Николай и Александра (военный консультант и консультант униформы)
- 1975 — Барри Линдон (исторический консультант)
- 1979 — Рассвет зулусов (исторический консультант)
- 1983 — Рядовые на параде / Privates on Parade (технический консультант)
- 1983 — Вагнер (сериал) / Wagner (военный консультант)
- 1984 — Драгоценность в короне (мини-сериал) / The Jewel in the Crown (консультант по военным костюмам)

## Награды и номинации
| Премия                       | Категория                                    | Год  | Фильм                                                     | Итог      |
| ---------------------------- | -------------------------------------------- | ---- | --------------------------------------------------------- | --------- |
| «Оскар»                      | Лучший дизайн костюмов                       | 1978 | «Звёздные войны. Эпизод IV: Новая надежда»                | Награда   |
| «Оскар»                      | Лучший дизайн костюмов                       | 1983 | «Ганди»                                                   | Награда   |
| BAFTA Film Awards            | Лучший дизайн костюмов                       | 1979 | «Звёздные войны. Эпизод IV: Новая надежда»                | Номинация |
| BAFTA Film Awards            | Лучший дизайн костюмов                       | 1980 | «Чужой»                                                   | Номинация |
| BAFTA Film Awards            | Лучший дизайн костюмов                       | 1983 | «Ганди»                                                   | Номинация |
| BAFTA Film Awards            | Лучший дизайн костюмов                       | 1993 | «Чаплин»                                                  | Номинация |
| BAFTA TV                     | Лучший дизайн костюмов                       | 1999 | «Мичман Хорнблауэр: Равные шансы» (т/ф)                   | Номинация |
| «Сатурн»                     | Лучшие костюмы                               | 1978 | «Звёздные войны. Эпизод IV: Новая надежда»                | Награда   |
| «Сатурн»                     | Лучшие костюмы                               | 1981 | «Звёздные войны. Эпизод V: Империя наносит ответный удар» | Номинация |
| «Сатурн»                     | Лучшие костюмы                               | 1985 | «Грейстоук: Легенда о Тарзане, повелителе обезьян»        | Номинация |
| Прайм-таймовая премия «Эмми» | Лучшие костюмы в мини-сериале или телефильме | 1999 | «Лейтенант Хорнблауэр: Раки и лягушатники»                | Номинация |
| Прайм-таймовая премия «Эмми» | Лучшие костюмы в мини-сериале или телефильме | 2001 | «Лейтенант Хорнблауэр: Бунт»                              | Номинация |
| Прайм-таймовая премия «Эмми» | Лучшие костюмы в мини-сериале или телефильме | 2004 | «Капитан Хорнблауэр: Верность»                            | Номинация |